# هارپشتدت
هارپشتدت (به آلمانی: Harpstedt) یک منطقهٔ مسکونی در آلمان است که در Oldenburg واقع شده‌است. هارپشتدت ۴٬۵۶۳ نفر جمعیت دارد.